# Collegio di North East Derbyshire
North East Derbyshire è un collegio elettorale inglese situato nel Derbyshire, nelle Midlands Orientali, rappresentato alla Camera dei comuni del Parlamento del Regno Unito. Elegge un membro del parlamento con il sistema first-past-the-post, ossia maggioritario a turno unico; l'attuale parlamentare è Louise Jones del Partito Laburista, che rappresenta il collegio dal 2024.

## Estensione
- 1885-1918: la divisione sessionale di Eckington e nella divisione sessionale di Chesterfield le parrocchie di Bolsover, Staveley e Whittington.
- 1918-1950: i distretti urbani di Bolsover e Dronfield, i distretti rurali di Clowne e Norton, e parte del distretto rurale di Chesterfield.
- 1950-1983: i distretti urbani di Clay Cross e Dronfield, e parte del distretto rurale di Chesterfield.
- 1983-2010: i ward del distretto di North East Derbyshire di Ashover, Barlow and Holmesfield, Brampton and Walton, Clay Cross North, Clay Cross South, Coal Aston, Dronfield North, Dronfield South, Dronfield Woodhouse, Eckington North, Eckington South, Gosforth Valley, Hasland, Holmewood and Heath, Killamarsh East, Killamarsh West, North Wingfield Central, Renishaw, Ridgeway and Marsh Lane, Tupton, Unstone e Wingerworth, e i ward del Borough di Chesterfield di Barrow Hill and Hollingwood e Lowgates and Woodthorpe.
- dal 2010: i ward del distretto di North East Derbyshire di Ashover, Barlow and Holmesfield, Brampton and Walton, Clay Cross North, Clay Cross South, Coal Aston, Dronfield North, Dronfield South, Dronfield Woodhouse, Eckington North, Eckington South, Gosforth Valley, Grassmoor, Killamarsh East, Killamarsh West, North Wingfield Central, Renishaw, Ridgeway and Marsh Lane, Tupton, Unstone e Wingerworth, e i ward del Borough di Chesterfield di Barrow Hill and New Whittington e Lowgates and Woodthorpe.[1]

Il collegio di North East Derbyshire copre la parte nord-orientale del Derbyshire, e circonda Chesterfield su tre lati.

## Membri del parlamento
| Elezione | Elezione       | Deputato        | Partito      |
| -------- | -------------- | --------------- | ------------ |
|          | 1885           | Francis Egerton | Liberale     |
| 1886     | Thomas Bolton  |                 | Liberale     |
| 1907 (S) | William Harvey |                 | Liberale     |
|          | William Harvey | Gen 1910        | Laburista    |
|          | 1914 (S)       | George Bowden   | Conservatore |
|          | 1918           | Stanley Holmes  | Liberale     |
|          | 1922           | Frank Lee       | Laburista    |
|          | 1931           | Jardine Whyte   | Conservatore |
|          | 1935           | Frank Lee       | Laburista    |
| 1942 (S) | Henry White    |                 | Laburista    |
| 1959     | Thomas Swain   |                 | Laburista    |
| 1979     | Raymond Ellis  |                 | Laburista    |
| 1987     | Harry Barnes   |                 | Laburista    |
| 2005     | Natascha Engel |                 | Laburista    |
|          | 2017           | Lee Rowley      | Conservatore |
|          | 2024           | Louise Jones    | Laburista    |

## Elezioni

### Elezioni negli anni 2020
| Partito                    | Partito                                           | Candidato                  | Risultati 4 luglio 2024 | Risultati 4 luglio 2024 |
| Partito                    | Partito                                           | Candidato                  | Voti                    | %                       |
| -------------------------- | ------------------------------------------------- | -------------------------- | ----------------------- | ----------------------- |
|                            | Laburista                                         | Louise Jones               | 17 591                  | 38,35                   |
|                            | Conservatore                                      | Lee Rowley                 | 15 838                  | 34,53                   |
|                            | Reform UK                                         | Andy Egginton              | 7 899                   | 17,22                   |
|                            | Verdi                                             | Frank Adlington-Stringer   | 2 271                   | 4,95                    |
|                            | Lib Dem                                           | Ross Shipman               | 2 159                   | 4,71                    |
|                            | Freedom Alliance                                  | Wesley Massumbukolt        | 108                     | 0,24                    |
|                            |                                                   |                            |                         |                         |
| Iscritti                   | Iscritti                                          | Iscritti                   | 73 139                  | 100,00                  |
| ↳ Votanti (% su iscritti)  | ↳ Votanti (% su iscritti)                         | ↳ Votanti (% su iscritti)  | 45 866                  | 62,71                   |
| ↳ Astenuti (% su iscritti) | ↳ Astenuti (% su iscritti)                        | ↳ Astenuti (% su iscritti) | 27 273                  | 37,29                   |
|                            |                                                   |                            |                         |                         |
|                            | Esito: collegio passa da Conservatore a Laburista |                            |                         |                         |

### Elezioni negli anni 2010
| Partito                    | Partito                                   | Candidato                  | Risultati 12 dicembre 2019 | Risultati 12 dicembre 2019 |
| Partito                    | Partito                                   | Candidato                  | Voti                       | %                          |
| -------------------------- | ----------------------------------------- | -------------------------- | -------------------------- | -------------------------- |
|                            | Conservatore                              | Lee Rowley                 | 28 897                     | 58,71                      |
|                            | Laburista                                 | Chris Peace                | 16 021                     | 32,55                      |
|                            | Lib Dem                                   | Ross Shipman               | 3 021                      | 6,14                       |
|                            | Verdi                                     | Frank Adlington-Stringer   | 1 278                      | 2,60                       |
|                            |                                           |                            |                            |                            |
| Iscritti                   | Iscritti                                  | Iscritti                   | 72 360                     | 100,00                     |
| ↳ Votanti (% su iscritti)  | ↳ Votanti (% su iscritti)                 | ↳ Votanti (% su iscritti)  | 49 217                     | 68,02                      |
| ↳ Astenuti (% su iscritti) | ↳ Astenuti (% su iscritti)                | ↳ Astenuti (% su iscritti) | 23 143                     | 31,98                      |
|                            |                                           |                            |                            |                            |
|                            | Esito: collegio confermato a Conservatore |                            |                            |                            |

| Partito                    | Partito                                           | Candidato                  | Risultati 8 giugno 2017 | Risultati 8 giugno 2017 |
| Partito                    | Partito                                           | Candidato                  | Voti                    | %                       |
| -------------------------- | ------------------------------------------------- | -------------------------- | ----------------------- | ----------------------- |
|                            | Conservatore                                      | Lee Rowley                 | 24 784                  | 49,19                   |
|                            | Laburista                                         | Natascha Engel             | 21 923                  | 43,51                   |
|                            | UKIP                                              | James Bush                 | 1 565                   | 3,11                    |
|                            | Lib Dem                                           | David Lomax                | 1 390                   | 2,76                    |
|                            | Verdi                                             | David Kesteven             | 719                     | 1,43                    |
|                            |                                                   |                            |                         |                         |
| Iscritti                   | Iscritti                                          | Iscritti                   | 72 075                  | 100,00                  |
| ↳ Votanti (% su iscritti)  | ↳ Votanti (% su iscritti)                         | ↳ Votanti (% su iscritti)  | 50 381                  | 69,90                   |
| ↳ Astenuti (% su iscritti) | ↳ Astenuti (% su iscritti)                        | ↳ Astenuti (% su iscritti) | 21 694                  | 30,10                   |
|                            |                                                   |                            |                         |                         |
|                            | Esito: collegio passa da Laburista a Conservatore |                            |                         |                         |

| Partito                    | Partito                                | Candidato                  | Risultati 7 maggio 2015 | Risultati 7 maggio 2015 |
| Partito                    | Partito                                | Candidato                  | Voti                    | %                       |
| -------------------------- | -------------------------------------- | -------------------------- | ----------------------- | ----------------------- |
|                            | Laburista                              | Natascha Engel             | 19 488                  | 40,64                   |
|                            | Conservatore                           | Lee Rowley                 | 17 605                  | 36,72                   |
|                            | UKIP                                   | James Bush                 | 7 631                   | 15,92                   |
|                            | Lib Dem                                | David Batey                | 2 004                   | 4,18                    |
|                            | Verdi                                  | David Kesteven             | 1 059                   | 2,21                    |
|                            | Indipendente                           | Rob Lane                   | 161                     | 0,34                    |
|                            |                                        |                            |                         |                         |
| Iscritti                   | Iscritti                               | Iscritti                   | 71 457                  | 100,00                  |
| ↳ Votanti (% su iscritti)  | ↳ Votanti (% su iscritti)              | ↳ Votanti (% su iscritti)  | 47 948                  | 67,10                   |
| ↳ Astenuti (% su iscritti) | ↳ Astenuti (% su iscritti)             | ↳ Astenuti (% su iscritti) | 23 509                  | 32,90                   |
|                            |                                        |                            |                         |                         |
|                            | Esito: collegio confermato a Laburista |                            |                         |                         |

| Partito                    | Partito                                | Candidato                  | Risultati 6 maggio 2010 | Risultati 6 maggio 2010 |
| Partito                    | Partito                                | Candidato                  | Voti                    | %                       |
| -------------------------- | -------------------------------------- | -------------------------- | ----------------------- | ----------------------- |
|                            | Laburista                              | Natascha Engel             | 17 948                  | 38,18                   |
|                            | Conservatore                           | Huw Merriman               | 15 503                  | 32,98                   |
|                            | Lib Dem                                | Richard Bull               | 10 917                  | 23,23                   |
|                            | UKIP                                   | James Bush                 | 2 636                   | 5,61                    |
|                            |                                        |                            |                         |                         |
| Iscritti                   | Iscritti                               | Iscritti                   | 71 371                  | 100,00                  |
| ↳ Votanti (% su iscritti)  | ↳ Votanti (% su iscritti)              | ↳ Votanti (% su iscritti)  | 47 034                  | 65,90                   |
| ↳ Astenuti (% su iscritti) | ↳ Astenuti (% su iscritti)             | ↳ Astenuti (% su iscritti) | 24 337                  | 34,10                   |
|                            |                                        |                            |                         |                         |
|                            | Esito: collegio confermato a Laburista |                            |                         |                         |

### Elezioni negli anni 2000
| Partito                    | Partito                                | Candidato                  | Risultati 5 maggio 2005 | Risultati 5 maggio 2005 |
| Partito                    | Partito                                | Candidato                  | Voti                    | %                       |
| -------------------------- | -------------------------------------- | -------------------------- | ----------------------- | ----------------------- |
|                            | Laburista                              | Natascha Engel             | 21 416                  | 49,31                   |
|                            | Conservatore                           | Dominic Johnson            | 11 351                  | 26,13                   |
|                            | Lib Dem                                | Tom Snowdon                | 8 812                   | 20,29                   |
|                            | UKIP                                   | Kenneth Perkins            | 1 855                   | 4,27                    |
|                            |                                        |                            |                         |                         |
| Iscritti                   | Iscritti                               | Iscritti                   | 70 970                  | 100,00                  |
| ↳ Votanti (% su iscritti)  | ↳ Votanti (% su iscritti)              | ↳ Votanti (% su iscritti)  | 43 434                  | 61,20                   |
| ↳ Astenuti (% su iscritti) | ↳ Astenuti (% su iscritti)             | ↳ Astenuti (% su iscritti) | 27 536                  | 38,80                   |
|                            |                                        |                            |                         |                         |
|                            | Esito: collegio confermato a Laburista |                            |                         |                         |

| Partito                    | Partito                                | Candidato                  | Risultati 7 giugno 2001 | Risultati 7 giugno 2001 |
| Partito                    | Partito                                | Candidato                  | Voti                    | %                       |
| -------------------------- | -------------------------------------- | -------------------------- | ----------------------- | ----------------------- |
|                            | Laburista                              | Harry Barnes               | 23 437                  | 55,64                   |
|                            | Conservatore                           | James Hollingsworth        | 11 179                  | 26,54                   |
|                            | Lib Dem                                | Mark Higginbottom          | 7 508                   | 17,82                   |
|                            |                                        |                            |                         |                         |
| Iscritti                   | Iscritti                               | Iscritti                   | 71 517                  | 100,00                  |
| ↳ Votanti (% su iscritti)  | ↳ Votanti (% su iscritti)              | ↳ Votanti (% su iscritti)  | 42 124                  | 58,90                   |
| ↳ Astenuti (% su iscritti) | ↳ Astenuti (% su iscritti)             | ↳ Astenuti (% su iscritti) | 29 393                  | 41,10                   |
|                            |                                        |                            |                         |                         |
|                            | Esito: collegio confermato a Laburista |                            |                         |                         |

## Risultati dei referendum

### Referendum sulla permanenza del Regno Unito nell'Unione europea del 2016
|             | Collegio              | Lasciare UE % | Rimanere in UE % |
| ----------- | --------------------- | ------------- | ---------------- |
|             | North East Derbyshire | 62,1%         | 37,9%            |
| Inghilterra | 53,3%                 | 46,7%         |                  |
| Regno Unito | 51,9%                 | 48,1%         |                  |